# Andreas Krogh
Andreas Jens Krogh  (* 9. Juli 1894 in Oslo; † 25. April 1964 ebenda) war ein norwegischer Eiskunstläufer, der international im Einzellauf startete. 
Bei seiner einzigen Europameisterschaftsteilnahme gewann Krogh 1914 in Wien die Silbermedaille hinter Fritz Kachler.
Sein größter Erfolg war jedoch der Gewinn der Silbermedaille bei den Olympischen Spielen 1920 in Antwerpen hinter Gillis Grafström und vor seinem Landsmann Martin Stixrud.
Viermal wurde er norwegischer Meister im Herreneinzel (1912–1915, 1935) und einmal im Paarlauf mit Astrid Nordsveen (1914).

## Ergebnisse

### Einzellauf
| Wettbewerb / Jahr           | 1912 | 1914 | 1915 | 1920 | 1935 |
| --------------------------- | ---- | ---- | ---- | ---- | ---- |
| Olympische Winterspiele     |      |      |      | 2.   |      |
| Europameisterschaften       |      | 2.   |      |      |      |
| Norwegische Meisterschaften | 1.   | 1.   | 1.   |      | 1.   |

### Paarlauf
(mit Astrid Nordsveen)
| Wettbewerb / Jahr           | 1914 |
| --------------------------- | ---- |
| Norwegische Meisterschaften | 1.   |